# Hemerodromos
Hemerodromos, hemerodromen (gr. ἡμεροδρόμος hēmerodrómos, hēméra ‘dzień’ i drómos ‘bieg’, ‘tor wyścigowy’, ‘droga’) – w starożytnej Grecji posłaniec, kurier, którego zadaniem było przekazanie powierzonej mu wiadomości w tym samym dniu. Poruszając się z szybkością 10 km/h pokonywał dziennie 75-90 km.